# Pierwotne stwardniające zapalenie dróg żółciowych

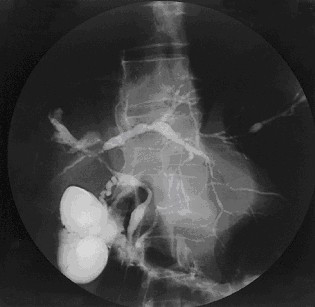
Obraz PSC w cholangiogramie.

Pierwotne stwardniające zapalenie dróg żółciowych (ang. primary sclerosing cholangitis) – przewlekłe autoimmunologiczne schorzenie prowadzące do uszkodzenia zarówno wewnątrzwątrobowych, jak i zewnątrzwątrobowych dróg żółciowych.

## Epidemiologia
Częstość występowania: 13,6/100 000. Najczęściej dotyczy mężczyzn w 5. dekadzie życia.

## Etiopatogeneza
Nie do końca poznana. Przypuszcza się, że PSC jest wywołane reakcją autoimmunologiczną prowadzącą do uszkodzenia nabłonka dróg żółciowych z następową reakcją zapalną i aktywacją włóknienia. Za etiologią autoimmunologiczną przemawia też występująca u chorych hipergammaglobulinemia, obecność autoprzeciwciał, aktywacja układu dopełniacza. PSC częściej dotyczy osób z haplotypem HLA A1, B8, DR3. Teorię potwierdza także większe niż populacji ogólnej współwystępowanie innych chorób autoimmunologicznych.
Inna hipoteza mówi o infekcyjnym charakterze schorzenia. Podobny przebieg i obraz histologiczny ma zapalenie dróg żółciowych spowodowane przez wirus cytomegalii. Poprawa po leczeniu kwasem deoksyursocholowym i metronidazolem może również potwierdzać zakaźne tło choroby.
Choroba ta często istnieje równocześnie z colitis ulcerosa i być może
etiologia tych dwóch chorób jest wspólna.

## Objawy kliniczne i przebieg
U blisko połowy chorych PSC może przebiegać bezobjawowo. U pozostałych najczęściej występuje:
- przewlekłe zmęczenie
- świąd skóry
- zmniejszenie masy ciała

Rzadziej występuje:
- ataki bakteryjnego zapalenia dróg żółciowych
- żółtaczka
- gorączka
- ból w podżebrzu prawym
- przeczosy
- możliwość rozwoju marskości wątroby i niewydolności wątroby

PSC często współistnieje z innymi chorobami, najczęściej z:
- wrzodziejącym zapaleniem jelita grubego
- przewlekłe zapalenie trzustki
- cukrzyca
- autoimmunologiczne zapalenie tarczycy
- Zespół Sjögrena
- celiakia
- kłębuszkowe zapalenie nerek
- reumatoidalne zapalenie stawów
- niedokrwistość hemolityczna o etiologii autoimmunologicznej

## Rozpoznanie
„Złotym standardem” rozpoznania PSC jest ECPW, albo ewentualnie MRCP. ECPW umożliwia zaobserwowanie charakterystycznych naprzemiennych zwężeń i poszerzeń dróg żółciowych zarówno w odcinkach wewnątrz jak i zewnątrzwątrobowych. MRCP (badanie nieinwazyjne) jest łatwiejsze do wykonania niż ECPW (badanie inwazyjne). Dzięki niemu jest możliwie uwidocznienie dróg żółciowych położonych dystalnie od miejsc bardzo zwężonych a także przybliżona ocena struktur wątroby i stwierdzenie ewentualnego nadciśnienia wrotnego.
Gdy wynik powyższych badań jest niecharakterystyczny a objawy sugerują PSC należy wykonać biopsję wątroby. Stwierdzenie typowego obrazu histologicznego jest podstawą do rozpoznania tzw. wariantu PSC z zajęciem drobnych dróg żółciowych.

### Badania dodatkowe
- zwiększona aktywność fosfatazy zasadowej, GGTP oraz aminotransferaz
- zwiększone stężenie bilirubiny
- hipergammaglobulinemia
- przeciwciała przeciwjądrowe (ANA) i przeciwciała przeciwko mięśniom gładkim (SMA)
- przeciwciała pANCA

### Obraz histologiczny
Cztery fazy rozwoju PSC według Ludwiga:
- faza wrotna
- faza okołowrotna
- faza przegrodowa
- faza marskości

Głównymi zmianami histologicznymi do jakich dochodzi w PSC są: naciek zapalny w przestrzeniach wrotnych, proliferacja dróg żółciowych z następowym ich zanikiem (duktopenią).

### Rozpoznanie różnicowe
PSC należy różnicować z następującymi schorzeniami:
- pierwotne zapalenie dróg żółciowych
- zespół zanikających dróg żółciowych (VDBS)
- wtórne stwardniające zapalenie dróg żółciowych
- wrodzone wady dróg żółciowych:
  - zespół Alagille’a
  - zespół Carolego
- cholangiopatie infekcyjne:
  - w przebiegu AIDS
  - zakażenie chińską przywrą wątrobową (Clonorchis sinensis)

## Powikłania
- rak dróg żółciowych
- rak wątrobowokomórkowy
- rak trzustki
- rak jelita grubego

## Leczenie

### Leczenie farmakologiczne
- kwas ursodeoksycholowy (UDCA) – poprawa wartości biochemiczne cholestazy oraz obraz radiologiczny a także wpływa na zmniejszenie zaawansowania zmian w badaniu histologicznym. Prawdopodobnie zmniejsza ryzyko rozwoju raka jelita grubego.
- niekiedy stosuje się kwas ursodeoksycholowy łącznie z metronidazolem
- glikokortykosteroidy – zastosowanie dyskusyjne
- antybiotykoterapia (cefalosporyna III generacji + metronidazol) – przy współistniejących ostrym zapaleniu dróg żółciowych
- cholestyramina – leczenie świądu
- wankomycyna – amerykański lekarz dr Kenneth Cox przypadkiem odkrył niecodzienne właściwości tego antybiotyku w leczeniu PSC. Przy podawaniu dziennej dawki 3 x 0,5 mg objawy PSC ustępowały. [1]
- LDN (ang. Low Dose Naltrexone), czyli terapia naltreksonem w niskich dawkach. Choroba PSC znajduje się na oficjalnej liście chorób na którą terapia naltreksonu w niskiej dawce może okazać się skuteczna[2]

### Leczenie zabiegowe
- endoskopia:
  - rozszerzenie balonikiem zwężonych dróg żółciowych
  - protezowanie dróg żółciowych
- operacyjne wycięcie zewnątrzwątrobowych dróg żółciowych
- przeszczepienie wątroby:
Wskazania:
  - nawracające ostre zapalenie dróg żółciowych
  - zaawansowane zwężenia dróg żółciowych oporne na leczenie farmakologiczne i endoskopowe
  - niewydolność wątroby – oporna na leczenie zachowawcze
  - świąd skóry oporny na leczenie

## Rokowanie
PSC jest przewlekłą chorobą, która może prowadzić do marskości i niewydolności wątroby. Szacunkowa mediana przeżycia od diagnozy do przeszczepu wątroby wynosi 21,3 lat.